# Aurore, l'enfant martyre
Pour les articles homonymes, voir Aurore.
Aurore, l'enfant martyre est une pièce de théâtre québécoise créée en 1921 par les comédiens Henri Rollin et Léon Petitjean, et dont le scénario est fondé sur l'histoire de l'affaire Aurore Gagnon, un fait divers datant de 1920.

## Origine de la pièce
Aurore Gagnon est une petite fille morte  en février 1920 de sévices reçus par ses parents Télesphore Gagnon et Marie-Anne Houde, dont les procès, au printemps suivant, ont été fortement médiatisés. Henri Rollin et Léon Petitjean, acteurs de théâtre de la troupe Petitjean-Rollin-Nohcor (inversion de Rochon) qui n'avait pas connu beaucoup de succès jusqu'à maintenant, ont lu les détails de l'affaire dans les journaux de l'époque et se sont fondés sur eux pour écrire un scénario relatant l'histoire d'une petite fille martyre, suivie du procès de sa belle-mère responsable de sa mort.
Il semble que ce soit Petitjean qui ait écrit la pièce à laquelle il donna le nom d'Aurore l'enfant martyre. La première eut lieu le 17 janvier 1921 au Théâtre Alcazar de Montréal et fut un énorme succès. Les acteurs de cette version étaient Amanda D'Estrée (la marâtre), Lucienne de Varennes (Aurore), Henri Rollin (le père), Léon Peitijean (le curé), Alfred Nohcor (Abraham) et Marcelle Briant (Catherine).
Le 25 janvier, La Presse annonce que Simone de Varennes remplace Lucienne dans le rôle d'Aurore, car celle-ci est décédée entretemps. Jusqu'en 1924, les acteurs de la pièce resteront à peu près les mêmes. D'ailleurs, jusqu'à cette année, il y aura de 700 à 800 représentations données. Dans les premiers mois, la pièce est jouée dans différentes salles de théâtre de Montréal. Certains critiques journalistes voient en elle une certaine leçon de morale. Dans la Presse du 22 février 1921, on peut lire: "Les auteurs ont voulu donner et donnent en réalité une leçon à certains veufs trop pressés de se remarier quand la mère de leurs enfants est morte. La leçon est bonne. Elle est présentée d'une façon peut-être trop réaliste, mais n'est-ce pas ainsi que l'impression demeure le mieux? La pièce est la mise en scène d'un drame réel dont tout le monde a encore le récit présent à l'esprit".

## Le succès de la pièce
Dès 1921, la troupe Petitjean-Rollin-Nohcor entreprend une tournée en province. Le 21 août, Aurore, l'enfant martyre est présentée au Parc Royal de Hull. Le 10 octobre, les acteurs sont à Québec au Théâtre Impérial. La pièce sera ainsi présentée sans discontinuer jusqu'en 1924. 
Après un intermède d'un an, la tournée reprend en 1925 mais sans Léon Petitjean, mort entretemps. Comme la pièce n'avait pas été retranscrite, les acteurs ont dû alors reconstituer le texte de mémoire. En octobre 1925, la troupe Rollin-Nohcor joue L'enfant martyre au Ouimetoscope avec Manda Parent dans le rôle d'Aurore. Le même mois, cependant, une autre troupe joue L'enfant de la marâtre au Théâtre national avec Simone de Varennes dans le rôle d'Aurore et Jeanne Berty dans celui de la marâtre. Les deux troupes vont se faire concurrence pendant quelques mois.
En 1927, la troupe Rollin-Nohcor a affaire de nouveau à de la concurrence. Celle de Henry Deyglun joue Le martyre de la petite Aurore au Théâtre français. Écrite par le chef de la troupe, elle met en vedette Maud D'Arcy, Germaine Lippé et Henry Deyglun. Mais la troupe de Rollin a perfectionné sa propre pièce qui compte 4 actes au lieu de 2 et qui est composée de 12 artistes sur scène. Amanda D'Estrée a repris le rôle de la marâtre et celui d'Aurore est maintenant joué par Laurette Fournier.
En 1934, la troupe Rollin présente une nouvelle version de la pièce au Théâtre Princess de Québec. La distribution comprend maintenant Henri Rollin (Télesphore), Alfred Nohcor (Abraham), A. A. Laguel (l'avocat), A. Saint-Charles (le juge), Amanda D'Estrée (la marâtre), Laurette Fournier (Aurore) et Marcelle Briand (Catherine).

## L'époque de Therese McKinnon
En 1936, Therese McKinnon était une jeune actrice débutante qui avait obtenu un petit rôle dans Living Room Furniture. Remarquée par Nana de Varennes, elle est bientôt invitée par Nohcor à jouer le rôle d'Aurore dans la pièce. Dans l'interview qu'elle a donnée à Alonzo Leblanc en 1980, elle déclare qu'elle a joué le rôle au moins 3000 fois jusqu'à la fin des années 1940. Au début, elle gagnait 5 $ par représentation, et elle pouvait jouer 3 ou 4 fois par semaine. Les tournées l'ont emmenée jusqu'en Ontario et en Nouvelle-Angleterre. Parmi les acteurs ayant joué un certain temps dans la pièce pendant cette décennie, elle cite Henry Deyglun, Denis Drouin, Roland Jobin et Adrien Laurin. Sauf pendant un petit intermède en 1941, où elle est remplacée par Noëlla Léveillée, elle joua Aurore pendant une quinzaine d'années. Dans la seconde partie de la pièce (celle du procès), elle interprétait le rôle de Gérard, le petit frère.
Durant cette même décennie, la marâtre fut interprétée par Germaine Germain, Nana de Varennes, Rose-Rey Duzil et Henriette Buteau. Nana de Varennes n'aimait guère jouer ce rôle et préférait le donner à une autre, se contentant du rôle secondaire de la tante Malvina. Ce n'est qu'à la fin des années 1940 que Lucie Mitchell est entrée dans la troupe dans le rôle de la belle-mère d'Aurore. Elle l'interprétait si bien qu'elle recevait souvent des menaces de mort de la part de certains spectateurs après la fin de la pièce.
Dans le même interview, Therese McKinnon raconte qu'un jour les acteurs de la pièce ont reçu la visite du véritable père d'Aurore Gagnon, alors qu'ils jouaient à  Manseau, près de Fortierville, là où avait eu lieu la vraie histoire. Télesphore Gagnon a vu la pièce puis leur a déclaré: "C'est ça et c'est pas ça".
Aurore, l'enfant martyre a été jouée près de 6000 fois entre 1921 et 1951, ce qui en fait la pièce de théâtre québécoise la plus jouée, loin devant Broue. Le succès de la pièce donna l'idée aux producteurs de l'Alliance cinématographique canadienne d'en faire un film qui sortira en 1952. Therese McKinnon et Lucie Mitchell, qui ont joué de nombreuses années dans la pièce, jouent également dans le film. McKinnon y joue cette fois la mère d'Aurore. 
En 1982, René Richard Cyr remet en scène la pièce de Rollin et Petitjean sous le titre Aurore. Elle met en vedette Louison Danis dans le rôle de la marâtre et Adèle Reinhardt dans celui d'Aurore. En 1985, c'est Anne Dorval qui joue le rôle d'Aurore.